# Jordon Ibe
Jordon Ashley Femi Ibe (født 8. december 1995) er en engelsk fodboldspiller, der spiller som kant/wing for engelske AFC Bournemouth. Han har tidligere repræsenteret blandt andet Liverpool.

## Landshold
Ibe har (pr. april 2018) endnu ikke spillet for det engelske landshold, men nåede adskillige kampe for landets u-landshold.

## Klubkarriere

### Wycombe Wanderers
Ibe kom til Wycombe Wanderers som 12-årig. Han spillede for klubben i 4 år på ungdomsniveau, indtil han den 9. august 2011 i en Liga Cup kamp imod Colchester United, fik sin førsteholds debut. Han var på dette tidspunkt blot 15 år og 244 dage.
Den 15. oktober 2011 kom han på banen imod Hartlepool United hvor der blev skrevet historie. Ibe blev nemlig Wycombes yngste Football League spiller nogensinde.
Han nåede at spille 7 kampe og score 1 mål indtil han blev købt af Liverpool FC.

### Liverpool F.C.
Den 12. december 2011 bekræftede Liverpool, at de havde skrevet kontrakt med Ibe. Beløbet for Ibe er endnu ukendt. 
Han startede med at spille 1 år på Liverpools ungdomshold.
Den 22. juli 2012 fik Ibe sin førsteholds debut i en venskabskamp imod Toronto FC. Her spillede han en halvleg, inden han blev skiftet ud til fordel for Joe Cole.
Den 19. maj 2013 fik Ibe sin Premier League debut imod Queens Park Rangers, hvor han gav en assist til Philippe Coutinho, som var det eneste mål i kampen.

### Birmingham City F.C.
Den 21. februar 2014 blev Jorden Ibe udlejet til Birmingham City, som han skulle spille for indtil den 31. maj 2014. Jordon fik rygnummer 8.